# 圣马蒂诺-迪菲尼塔
圣马蒂诺-迪菲尼塔（義大利語：San Martino di Finita）是意大利科森扎省的一个市镇。总面积23平方公里，人口1231人，人口密度53.5人/平方公里（2009年）。ISTAT代码为078124。